# Моше, Бутрос
Бутрос Моше (22.11.1943 г., Ирак) — архиепископ Мосула Сирийской католической церкви с 26 июня 2010 года.

## Биография
Бутрос Моше родился в 22 ноября 1943 года в Ираке. 9 июня 1968 года был рукоположён в священника.
26 июня 2010 года Святейший Синод Сирийской католической церкви выбрал Бутроса Моше архиепископом Мосула. 1 марта 2011 года Римский папа Бенедикт XVI утвердил избрание Бутроса Моше. 16 апреля 2011 года Бутрос Моше был рукоположён в епископа.